# Józef Pachla
Józef Pachla, né le 12 janvier 1915, à Tarnawa Niżna, en Pologne et mort le 15 août 1990, à Varsovie, en Pologne, est un ancien joueur et entraîneur polonais de basket-ball.